# Десет малки негърчета
 Тази статия е за книгата на Агата Кристи.  За филма на Рене Клер вижте Десет малки негърчета (филм).  
 Тази статия е за книгата на Агата Кристи.  За минисериала на Би Би Си от 2015 г. вижте Десет малки негърчета (сериал).  
Десет малки негърчета (на английски: Ten Little Niggers, по-късно And Then There Were None) е криминален роман, написан от Агата Кристи, публикуван във Великобритания на 6 ноември 1939. В него се разказва за десет души, извършили убийства, но измъкнали се от наказание по един или друг начин. Те биват изиграни и всички умират на малък остров. Въпреки че гостите мислят, че са единствените хора на острова, един по един биват мистериозно убити, следвайки текста на детска песничка. Това е най-продаваният роман на Агата Кристи с продадени над 100 милиона копия до днес, правейки го най-продавания криминален роман в света и седма най-популярна книга на всички времена. „Десет малки негърчета“ бива адаптиран в пиеси, филми и видео игра.

## Сюжет
Внимание:  Текстът по-долу разкрива сюжета на произведението (или части от него)!
Осем души от различни социални класи биват поканени в имение, намиращо се на Негърския остров (базиран на съществуващия остров Бърг, намиращ се до брега на Девън), от мистър и мисис У. Н. Оуен. При пристигането си те разбират от прислужника и жена му, Томан и Етъл Роджърс, че техните домакини отсъстват. Всеки един от гостите открива в стаята си копие на детската песничка „Десет малки негърчета“, висящо на стената.
По време на вечерята гостите забелязват десет фигурки на малки негърчета на масата в трапезарията. По-късно, докато вечерят, глас от грамофонна плоча съобщава на десетимата, че всеки един е виновен за убийство. Всички гости признават съзнаването и в някои случаи замесеността им в смъртта на споменатите хора, както и отричат каквато и да било умисъл или закононарушение.
Гостите осъзнават, че всички са били изиграни, за да пристигнат на острова, но и не могат да го напуснат, след като лодката, която редовно доставя припаси, не пристига. Те биват убити един по един, като всяка смърт е паралелна с куплет от детската песничка. По една от десетте фигурки на малки негърчета бива премахвана след всяко убийство.
Първи умира Антъни Марстън, който е отровен с калиев цианид (задави се едното, сега са девет те). Същата вечер Томас Роджърс забелязва, че една от фигурките на негърчета липсва. На следващата сутрин мисис Роджърс не се събужда вследствие на получена фатална доза сънотворно хлоралхидрат (заспа едното непробудно и вече осем бяха). На обед Макартър, който преди това предрича, че няма да напусне острова жив, е намерен мъртъв след удар в задната част на главата, когато доктор Армстронг го вика за обяд (едното там остана и върнаха се седем). Поради разрастващата се паника оцелелите претърсват острова за убиеца и възможни скривалища, но не откриват нищо. Съдия Уоргрейв се провъзгласява за лидер на групата; той твърди, че убиецът един от тях  и играе садистична игра. Пример за изкривения хумор на убиеца е, че всички с изключение на Уоргрейв и Марстън биват поканени да дойдат на острова от мистър и мисис У. Н. Оуен (игра на думи от „Анонимен“).
Следващата сутрин Роджърс липсва и те забелязват, че още една фигурка на негърче отсъства. Роджърс скоро бива намерен мъртъв в малката пералня зад къщата. В главата му е забита брадва (съсече се едното, остана без глава). По-късно същия ден Емили Брент остава сама в трапезарията и умира от инжекция калиев цианид – белегът от инжекция на врата и е алюзия на ужилването от пчела (жилна го пчела едното – ето ти ги пет). Иглата от спринцовката е намерена изхвърлена през прозореца заедно със счупена фигурка на негърче. Петте оцелели – д-р Армстронг, съдия Уоргрейв, Филип Ломбард, Вера Клейторн и бившият инспектор Блор – са все по-изплашени.
Уоргрейв решава, че всичко на острова, което може да бъде използвано като оръжие, трябва да бъде заключено, включително неговите приспивателни хапчета и медицинското оборудване на Армстронг; Ломбард потвърждава, че е донесъл револвер на острова и че липсва. Те решават да седнат в големия салон, като само един има право да напуска стаята, а другите четирима го чакат да се върне. Теоретично те би трябвало да се в безопасност по този начин. Вера се качва в стаята си и открива висяща от тавана сплитка морски водорасли; писъците й привличат Блор, Ломбард и Армстронг, които се втурват да окажат помощ. Когато се връщат в големия салон, те откриват Уоргрейв, загърнат с червена мантия и носещ съдийска перука на главата (едното стана съдия и четири са вече); Армстронг потвърждава смъртта му.
Същата вечер, Блор чува някой да се промъква в къщата. Той и Ломбард претърсват останалите стаи и откриват, че Армстронг липсва. Те решават, че той е убиецът. Вера, Блор и Ломбард, чийто револвер му бива върнат, решават, че е най-добре да излязат навън до заранта. Когато гладът на Блор го кара да отиде в къщата, той не се завръща; Вера и Филип започват да го търсят и впоследствие го откриват мъртъв върху каменната настилка на източната тераса, с размазан череп, обезобразен от голям часовник, който преди това е бил монтиран в мраморна фигура на мечка (мечокът смачка там едно, та две са най-накрая). Те предполагат, че Армстронг е извършил убийството, и продължават да ходят заедно по брега. Вера и Филип намират тялото на Армстронг заклещено между скалите, изхвърлено от прилива (заплесна се едно и три са само те). Тогава те осъзнават, че са единствените двама, останали на острова. Въпреки че нито един от тях не би могъл да убие инспектора, тяхното взаимно подозрение ги довежда до разрив и всеки един от тях предполага, че другият е убиецът. Когато изваждат тялото на Армстронг от водата, Вера отмъква револвера на Ломбард и го убива на брега (едно издъхна на брега – такава му била съдбата). Вера се връща в стаята си (моментално помисляйки, че последния куплет от песента е „Обеси се и ето вече, че няма ни едно“ заради нуждата й от Хуго), откривайки въже с примка и стол под него. Полудявайки (или под „хипнотичното въздействие на обстановката“) от изживяното, Вера надява примката, рита стола и се обесва, завършвайки последния куплет от песничката (обеси се и ето вече, че няма ни едно).
Епилогът се състои от разговор между инспектор Мейн, водещ разследването на случая, и помощник-комисар в Скотланд Ярд. Човекът, извършил необходимите приготовления за У. Н. Оуен (вкл. купуването на Негърския остров), е Айзък Морис, съмнителен посредник, познат с това, че ефикасно прикрива следите си, когато прави бизнес. Той не успява да каже нищо на полицията: умира от свръхдоза един ден преди групата да отплава. По време на убийствата и веднага след това никой не е пристигал на или напускал острова заради лошото време, така че може би мистър Оуен е неидентифициран човек, който е причинил убийствата и е останал незабелязан от гостите.
Полицията заключава чрез медицинските доказателства и дневниците на загиналите, че Блор, Армстронг, Ломбард и Вера определено са последните, които са умрели. Блор не би могъл да умре последен, тъй като часовникът е пуснат върху него отгоре и той не би могъл да причини сам смъртта си по този начин. Армстронг също не би могъл да бъде последен, защото тялото му е влачено от някого. Ломбард също отпада от подозрение, тъй като бива застрелян на брега, а револверът е намерен в коридора до стаята на Уоргрейв.  Остава Вера, чиито отпечатъци са намерени на пистолета, и от чиято стая е бутнат часовникът върху Блор; въпреки това столът, който тя рита настрани, когато си поставя примката на врата, е намерен изправен до стената, вън от обсега и.
Накрая инспекторите са объркани: въпреки че един от гостите трябва да е убиецът, нито един от тях не би могъл да извърши убийствата. Странно, не е обърнато никакво внимание на ритмичната улика, която се намира в спалнята на всеки един гост.
Капитанът на риболовния кораб „Ема Джейн“ намира бутилка с писмо. Изпраща го на Скотланд Ярд, които го разпознават като самопризнание на загиналия съдия Уоргрейв. В разказа си Уоргрейв разкрива, че е страдал от садистични наклонности от дете, когато си е правил опити с оси и други градински насекоми. Въпреки това у него се развива силен стремеж към справедливост. Той става съдия и издава смъртни присъди във всички случаи, в които вярва, че обвиняемият е виновен. Също така той споделя, че му доставя изключително удоволствие да наблюдава окаяните престъпници, които се гърчат на подсъдимата скамейка. Незадоволен, Уоргрейв чувства дълбоко желание да извърши убийство със собствените си ръце. След като открива, че е неизлечимо болен, решава да извърши точно това, като наема „Негърският остров“ и примами девет души: всеки един от тях причинител на смърт и избягал от правосъдието. Тогава ги убива един по един, разкривайки душевното изтезание, което всеки един оцелял изпитва при мисълта за наближаващата го съдба. В писмото Уоргрейв твърди, че опитът му като съдия го е направил способен да разпознава виновниците по техните реакции.
Убивайки първите петима гости по начина описан по-горе, Уоргрейв си намира помощник – Армстронг. Съдията убеждава доктора да имитират смъртта му под претекст, че това ще обърка истинския убиец. По-късно, след срещата им, Уоргрейв избутва Армстронг от скалата в морето, осигурявайки си възможност да оркестрира останалите убийства без подозрение. Последната жертва, Вера, се обесва докато Уоргрейв я гледа скрит в гардероба в спалнята ѝ, след което поставя стола до стената. След това пише самопризнанието си, слага го в бутилка и я хвърля в морето.
Уоргрейв завършва самопризнанието си, като заявява, че планира да се застреля, но жадува посмъртно признание на брилянтния си план. Той отбелязва, че дори писмото да не бъде открито, има три улики, които водят до убиеца: на полицията е известно, че Едуард Ситън (човекът, за чието убийство е обвинен Уоргрейв в грамофонната плоча) наистина е виновен (фактът е обявен по време на разследването) - това колкото и парадоксално води до това, че Уоргрейв единствен от гостите не е убиец.
Второто указание се съдържа в седмия стих на песничката, която подсказва, че Армстронг е убит благодарение на своята разсеяност и несъобразителност. Уоргрейв е единственият от останалите гости, на когото Армстронг би имал доверие.
Когато двамата с Армстронг фалшифицират смъртта му, Уоргрейв рисува малък червен знак на челото си, за да изглежда като застрелян. Знакът прилича на белега на Каин.
Тогава Уоргрейв описва начина, по който ще се застреля: с увити в носна кърпа пръсти ще натисне спусъка. Изтеглен от ластика, револверът ще отскочи към вратата; като се блъсне в дръжката, ще се изхлузи от ластика и ще падне. Освободеният ластик ще се върне и ще увисне най-невинно на очилата. Една кърпичка на пода не би трябвало да привлече ничие внимание.
Уоргрейв ще бъде намерен прострелян в главата, което няма да противоречи на записките, направени от жертвите. Когато бъдат открити телата на гостите, ще е невъзможно да се установи точният час на смъртта. Хората, пристигнали на Негърския остров, ще намерят убити десет души и една неразрешима загадка.

## Герои
Следващите детайли са за героите от оригиналния роман. Филмовите и театрални адаптации често променят имената и историите на героите, например съдия Уоргрейв бива преименуван на Кенън и Ломбард бива обвинен за смъртта на бременната си приятелка.

### „Десетте малки негърчета“
- Антъни Марстън е добре изглеждащ мъж с пропорционално тяло, чуплива коса и сини очи, открояващи се на загорялото лице. Той е роден в заможно семейство. Блъска и убива две деца, не чувствайки никаква отговорност.
- Мисис Етъл Роджърс, готвачка и съпруга на мистър Роджърс. Тя е описана като бледолика, призрачна жена с лъжливи светли очи. Въпреки нейната порядъчност и работоспосбност тя помага на деспотичния си съпруг Томас в убийството на възрастна господарка. Те спират да и дават лекарството с цел да наследят парите и.
- Генерал Джон Гордън Макартър, пенсиониран герой от първата Световна война, който е изпратил любовника на съпругата си Артър Ричмънд (също войник) към смъртта му, назначавайки го на „самоубийствена“ мисия.
- Мистър Томас Роджърс, главен прислужник и съпруг на Мисис Роджър. Той е един от първите хора, стъпили на острова, много добър работник въпреки възрастта си. Убива възрастна работодателка с помощта на съпругата си като спира лекарствата на жената с цел да наследи парите и.
- Емили Брент е възрастна жена с непоклатими принципи, която използва Библията, за да оправдае нейната неспособност да покаже състрадание или разбиране към другите. Тя уволнява нейната лоялна домашна прислужница, Беатрис Тейлър, като наказание за безбрачната ѝ бременност. В резултат на това Беатрис, която също така е отхвърлена от семейството си, остава бездомна. Това води и до самоубийството ѝ – хвърляне в река и удавяне.
- Лорън Уоргрейв, пенсиониран съдия, познат заради щедрото си раздаване на смъртни присъди. Той е обвинен в убийството на Едуард Ситън, въпреки че има съмнения относно вината му по време на процеса.
- Доктор Едуард Армстронг, хирург от Харли Стрийт, обвинен в убийството на пациент заради това, че оперира под влиянието на алкохол.
- Уилям Блор, бивш полицейски инспектор, сега частен детектив, е обвинен за убийството на невинен човек, Джеймс Ландор, осъден на доживотен затвор като изкупителна жертва след като Блор бива подкупен. Мъжът умира в затвора по-късно.
- Филип Ломбард, войник на съдбата. Пристига на острова със зареден револвер. Ломбард е обвинен за смъртта на местно африканско племе. Говори се, че е откраднал храната им и по този начин ги е оставил да умрат от глад.
- Вера Клейторн, млада учителка, секретарка, бивша възпитателка, която работи главно като секретарка след последната ѝ работа като възпитателка, завършила със смърт. Тя оставя младия Сирил Хамилтън да плува в морето и да се удави, за да може неговият чичо Хуго Хамилтън да наследи парите му и да се ожени за Вера; този план не сполучва, Хамилтън я изоставя, когато разбира какво е направила. От всички гости Вера е най-изтезавана от скритата вина за престъплението ѝ.

### Второстепенни
- Сър Томас Лег и инспектор Мейн, двама полицаи, които дискутират случая в епилога.
- Айзък Морис, нисък евреин, който е нает от мистър Оуен и организира идването на Филип Ломбард до острова и срещата му с мистър Оуен за получаване възнагражденито му от 100 гвинея. Айзък Морис е споменат в послеписа в книгата, умира, когато взема хапче, което трябва да му помогне за лошото му храносмиляне дадено му от мистър Оуен. Неговото престъпление е в това, че пристрастява и впоследствие снабдява млада жена с опиум, причинил нейната смърт.
- Фред Наракот, човекът, осигуряващ превоза на гостите до острова с лодката си. След като го прави, не се появява отново.

## Основна идея на романа
„Десет малки негърчета“ е не само интересен криминален, но и добър психологически роман: в него образите на персонажите са отлично изградени.

### Възмездие за греха
Побърканият съдия наказва всички герои за престъпленията, които са извършили. Авторът показва, че за всеки грях настъпва наказание. Възмездието настига човек навсякъде и винаги; грехът не остава безнаказан.
В книгата присъства фразата:
| „ | „Няма нищо по-лесно от убийството, но след това чувството за вина те преследва до края на живота ти.“ | “ |

Всеки един от героите по протежението на романа започва да осъзнава вината си, спомняйки си отдавна извършеното престъпление.

### Идеално убийство
Уоргрейв извършва идеално убийство. Той убива десет души (преди да пристигне на острова, убива Айзък Морис – своята десета жертва) и нито един от тях не узнава кой е убиецът. Неговият план е изпълнен до най-малкия детайл и дори и собственото му самоубийство е извършено по остроумен начин.
В епилога виждаме полицията, намираща се в безизходно положение, и благодарение на намирането на ръкописа случаят не остава неразрешен. Уоргрейв признава защо е написал самопризнание – желаел е всички да научат колко умело и съвършено престъпление е извършено, но главно защото е непоправим романтик по душа.

## История на публикуване
Романът оригинално е издаден във Великобритания под името „Десет малки негърчета“ през 1939. Всички препратки към „индианци“ в историята оригинално са „негри“: по този начин е наречен и „Негърския остров“, а не „Индиански остров“. Римата намерена от всяка една жертва е наречена „Десет малки негърчета“ за сметка на „Десет малки индианчета“. Днешните издания използват римата „Десет малки войничета“ и „Войнишки остров“.
Британските издания продължават да използват оригиналното заглавие до 1980 година. Алтернативното заглавие „И никой не остана“ (And Then There Were None) се появява за пръв път през 1985 година. Днес „И никой не остана“ е най-използваното заглавие на творбата на Агата Кристи. Оригиналното заглавие оцелява в много чуждоезични версии на романа: например, гръцкото заглавие е Δέκα Μικροί Νέγροι, българското – „Десет малки негърчета“, унгарското Tíz kicsi néger, докато италианското – Dieci piccoli indiani е отражение на „индианското“ заглавие. Компютърната приключенска игра базирана на романа използва – „Десет малки морячета“.

## Интересни факти
- Умират всички главни действащи лица, включително убиецът.
- Книгата придобива голяма слава по цял свят и тя неведнъж бива наричана „едно от най-добрите произведения на Агата Кристи“.
- Въпреки че заглавието на романа е било променено, в много страни книгата е известна и издавана под заглавието „Десет малки негърчета“.

## Филмови, телевизионни и театрални адаптации
„Десет малки негърчета“ има повече адаптации от всяка друга творба на Агата Кристи.

### На сцена
През 1943 г., Агата Кристи адаптира историята за сцена. В процеса на работа тя осъзнава, че мрачният завършек на романа няма да подейства драматично на сцената и няма да има никой останал, който да разкаже историята, за това тя преработва края. В новия Ломбард и Вера са невинни за престъпленията в които са обвинени, оцеляват и се влюбват един в друг. Някои имена също са променени – генерал Макартър става генерал Макензи може би заради съществуващия в реалния живот генерал Дъглас Макартър играещ важна роля в растящата Втора световна война. На 14 октомври 2005, нова версия написана от Кевин Елиът и режисирана от Стивън Пимлът получава своята премиера в Gielgud Theatre в Лондон. В тази версия Елиът връща историята от книгата в която Вера и Ломбард умират, а Уоргрейв се самоубива.

### Кино
Има няколко филмови адаптации по романа на Агата Кристи. Първата, режисирана от Рене Клер, излиза през 1945. Втората адаптация на книгата е режисирана от Джордж Полок през 1965. Филмът премества сцената от откъснатия остров в планинско уединение в Австрия. Друг вариант на „Десет малки негърчета“ през 1974е първия цветен английски филм по романа, режисиран от Питър Колинсън по сценарий на Питър Уелбек. Тази версия е в иранската пустиня. Версия на СССР – „Десет малки негърчета“ (Десять негритят) е написана и режисирана от Станислав Говорухин и e кино адаптация, която използва оригиналния край на романа. По-късно излиза филм „Десет малки негърчета“ режисиран от Алан Бъркиншоу през 1989 и действието се развива по време на африканско сафари.

### Телевизия
Няколко варианта на оригиналния роман биват адаптирани за телевизията. Великобритания прави две различни адаптации, тази на BBC от 1949 и ITV от 1959. САЩ прави „Десет малки негърчета“, режисиран от Пол Боугарт, Филип Фалконе, Лео Фаренкопф и Дан Зампино със сценарий на Филип Рейсман младши. Най-новият мини сериал по романа е на BBC и излиза през 2015. Режисиран е от Крейг Вивейрос с оригинално заглавие And Then There Were None. Преведен и дублиран на български със заглавие „Десет малки негърчета“. Дублираната версия е излъчена по телевизионния канал FOX CRIME. Адаптацията използва оригиналния край на романа, в който всички на острова умират. 

### Други варианти
През 2005, The Adventure Company пуска And Then There Were None – видео игра за PC, която е първата от сериите игри по романите на Кристи. През 2008 играта бива портната за конзолата Wii.